# Bavia papakula
Bavia papakula är en spindelart som beskrevs av Embrik Strand 1911. Bavia papakula ingår i släktet Bavia och familjen hoppspindlar. Inga underarter finns listade.